# АЭС Сент-Альбан
АЭС Сент-Альбан (фр. Centrale nucléaire de Saint-Alban) — действующая атомная электростанция на юго-востоке Франции в регионе Овернь — Рона — Альпы. 
АЭС расположена на берегу реки Рона на территории коммун Сент-Альбан-дю-Рон и Сен-Морис-л’Эгзиль в департаменте Изер в 43 км на юг от Лиона. 
АЭС состоит из двух энергоблоков, на которых используются реакторы с водой под давлением (PWR) P’4 конструкции Framatome мощностью 1300 МВт. Для охлаждения на станции используют воду из реки Рона.

## Инциденты
На станции Сент-Альбан 28 июля 2008 года произошло возгорание в машинном зале первого энергоблока. Пожар случился вне ядерного контура, на электрогенераторе энергоблока. Была объявлена срочная тревога и огонь быстро был потушен. Реактор был остановлен, утечки радиации удалось избежать.
В 2020 году на первом блоке была выявлена течь в задвижке, создававшая «недопустимый» риск расплавления активной зоны при аварийной ситуации. Причиной стал развивающийся процесс растрескивания металла. Компания-оператор атомных электростанций Франции EDF запланировала проверки на двух аналогичных блоках с целью выяснения не является ли проблема системной, вызванной старением металла или нерасчётными усилиями при закрытии задвижки. Тем не менее институт IRSN, оказывающий техническую поддержку французской атомной регулирующей организации ASN, рекомендовал проверить резервные дизель-генераторы на всех блоках этого типа — P4 и P'4 —, которых во Франции построено всего 20 штук.

## Информация об энергоблоках
| Энергоблок    | Тип реакторов     | Мощность | Мощность | Начало строительства | Физпуск    | Подключение к сети | Ввод в эксплуатацию | Закрытие |
| Энергоблок    | Тип реакторов     | Чистый   | Брутто   | Начало строительства | Физпуск    | Подключение к сети | Ввод в эксплуатацию | Закрытие |
| ------------- | ----------------- | -------- | -------- | -------------------- | ---------- | ------------------ | ------------------- | -------- |
| Сент-Альбан-1 | PWR, P'4 REP 1300 | 1335 МВт | 1381 МВт | 29.01.1979           | 04.08.1985 | 30.08.1985         | 01.05.1986          | —        |
| Сент-Альбан-2 | PWR, P'4 REP 1300 | 1335 МВт | 1381 МВт | 31.07.1979           | 07.06.1986 | 03.07.1986         | 01.03.1987          | —        |